# Hội Nhà báo Việt Nam
Hội Nhà báo Việt Nam (tên tiếng Anh: Vietnam Journalist Association, tên viết tắt: VJA) là một tổ chức của những người hoạt động trong lĩnh vực báo chí, phát thanh, truyền hình, được thành lập vào ngày 21 tháng 4 năm 1950 tại Thái Nguyên, tiền thân là Hội Những người viết báo Việt Nam, có trụ sở chính tại số 59 Lý Thái Tổ, phường Tràng Tiền, quận Hoàn Kiếm, thành phố Hà Nội. Hội là thành viên của Mặt trận Tổ quốc Việt Nam, là thành viên của Tổ chức quốc tế các nhà báo.

## Lịch sử
- Ngày 21 tháng 4 năm 1950, tại xóm Roòng Khoa, xã Điềm Mặc, huyện Định Hóa, tỉnh Thái Nguyên diễn ra Hội nghị thành lập Hội Những người viết báo Việt Nam.[1][2]
- Tháng 7 năm 1950, Hội chính thức trở thành thành viên của Tổ chức quốc tế các nhà báo (IOJ).
- Năm 1959, Hội Những người viết báo Việt Nam đổi tên thành Hội Nhà báo Việt Nam.
- Ngày 11 tháng 11 năm 1961, Hội Nhà báo yêu nước và dân chủ miền Nam Việt Nam được thành lập.
- Ngày 7 tháng 7 năm 1976, sau khi đất nước thống nhất, Hội Nhà báo Việt Nam và Hội Nhà báo yêu nước và dân chủ miền Nam Việt Nam hợp nhất, lấy tên là Hội Nhà báo Việt Nam.
- Từ năm 1989 đến năm 2000, những người làm báo Việt Nam tích cực thực hiện "Đổi mới báo chí vì sự nghiệp đổi mới đất nước".
- Từ năm 2005 đến năm 2015, báo chí đã có những nỗ lực nâng cao chất lượng, hiệu quả thông tin.
- Năm 2010, Hội Nhà báo Việt Nam được Đảng và Nhà nước trao tặng Huân chương Sao vàng.
- Từ năm 2016 đến nay, chất lượng và hiệu quả hoạt động của Hội ngày càng được nâng cao, thu hút đông đảo các cơ quan báo chí và người làm báo trong cả nước, góp phần vào thành tích chung xây dựng và bảo vệ Tổ quốc thời kỳ đổi mới.

## Các kỳ đại hội

### Hội nghị thành lập (Đại hội lần thứ I)
Đại hội lần thứ I diễn ra vào ngày 21-4-1950 tại xóm Roòng Khoa, xã Điềm Mặc, huyện Định Hóa, tỉnh Thái Nguyên, các đại biểu từ các cơ quan báo chí như: Sự thật, Cứu quốc, Độc lập, Lao động, Vệ quốc quân, Văn nghệ, Phụ nữ, Tiền phong, Việt Nam Thông tấn xã, Đài Tiếng nói Việt Nam... đã cùng tề tựu về tham dự Đại hội thành lập Hội. Đại hội đã bầu ra Ban Chấp hành Hội với Xuân Thủy làm Hội trưởng, Đỗ Đức Dục và Hoàng Tùng làm Hội phó, Nguyễn Thành Lê làm Tổng Thư ký.

### Đại hội lần thứ II
Đại hội lần thứ II Hội những người viết báo Việt Nam diễn ra trong 2 ngày 16 và 17 tháng 4 năm 1959 tại Hà Nội là Đại hội có nhiều dấu mốc lịch sử: Ðại học vinh dự được đón [[Hồ Chí Minh|Chủ tịch Hồ Chí Minh  đến dự và phát biểu; Hội Những người viết báo Việt Nam' được đổi tên thành Hội Nhà báo Việt Nam: và xác định đường lối, nhiệm vụ của những người viết báo trong giai đoạn mới. Đại hội đã bầu Ban chấp hành mới gồm 25 nhà báo do Xuân Thủy làm Chủ tịch; Hoàng Tùng, Huỳnh Văn Tiểng và Phùng Bảo Thạch làm Phó Chủ tịch; Nguyễn Thành Lê làm Tổng thư ký.

### Đại hội lần thứ III
Đại hội lần thứ III Hội Nhà báo Việt Nam diễn ra từ ngày 7 đến 8 tháng 9 năm 1962 tại Hà Nội. Xã luận trên báo Nhân Dân số ra ngày 7 tháng 9 năm 1962 là ngày khai mạc Đại hội nêu rõ:
| “ | Đại hội lần thứ III của Hội Nhà báo Việt Nam xác định nhiệm vụ cụ thể của báo chí nước ta trong giai đoạn mới và góp phần giải quyết một vấn đề mà Đảng hết sức quan tâm, nhân dân hằng ngày đòi hỏi và mỗi người viết báo đều mong muốn, là nâng cao hơn nữa trình độ nghiệp vụ của đội ngũ những người viết báo, đội quân xung kích trung thành, dũng cảm nhưng chưa dày dạn kinh nghiệm trên mặt trận tư tưởng. | ” |

Ngày 8 tháng 9 năm 1962, Đại hội phấn khởi đón mừng Chủ tịch Hồ Chí Minh đến nói chuyện với Đại hội. Bài nói chuyện của Hồ Chí Minh tại Đại hội với chủ đề "Nâng cao hơn nữa chất lượng báo chí". Tại Đại hội, Hoàng Tùng được bầu làm Chủ tịch; Huỳnh Văn Tiểng, Phùng Bảo Thạch làm Phó chủ tịch; Lưu Quý Kỳ làm Tổng Thư ký.

### Đại hội lần thứ IV
Ðại hội đại biểu toàn quốc Hội Nhà báo Việt Nam lần thứ IV diễn ra từ ngày 8 đến ngày 10 tháng 12 năm 1983 tại Hà Nội. Bản báo cáo của Ban Chấp hành Hội Nhà báo Việt Nam khóa III do Trần Lâm trình bày tại Đại hội có nhan đề: "Phấn đấu đưa nền báo chí của ta phát triển ngang tầm cao cách mạng và kịp bước đi của thời đại". Một nhiệm vụ cấp bách được Đại hội đề ra là bồi dưỡng chính trị, tư tưởng và nghiệp vụ cũng như chăm lo đời sống vật chất, tinh thần cho những người làm báo. Ðại hội đã bầu ra Ban chấp hành gồm 53 nhà báo, do Hoàng Tùng làm Chủ tịch và 6 Phó chủ tịch gồm Hồng Chương, Hồng Hà, Trần Lâm, Trần Công Mân, Thanh Nho, Ðào Tùng. Đại hội bầu Ban Thư ký do Ðào Tùng làm Tổng Thư ký. Từ tháng 1 năm 1987, Hoàng Tùng xin thôi làm Chủ tịch Hội vì lý do bận công tác Trung ương, Hội nghị Ban Chấp hành đã bầu Hồng Chương làm Chủ tịch Hội. Tháng 2 năm 1985, theo đề nghị của Hội Nhà báo Việt Nam, Ban Bí thư Trung ương Ðảng Cộng sản Việt Nam khóa V ra quyết định lấy ngày 21 tháng 6 là ngày ra số đầu của Báo Thanh Niên do Hồ Chí Minh sáng lập làm Ngày Báo chí Cách mạng Việt Nam.

### Đại hội lần thứ V
Ðại hội lần thứ V Hội Nhà báo Việt Nam diễn ra từ ngày 16 đến 18 tháng 10 năm 1989 tại Hà Nội. Đại hội đã nêu lên phương hướng, nhiệm vụ của Hội trong nhiệm kỳ mới, trong đó nhấn mạnh tới quyết tâm đổi mới công tác báo chí. Đại hội thông qua nghị quyết Đại hội "Đổi mới báo chí vì sự nghiệp đổi mới đất nước", thông qua điều lệ Hội Nhà báo Việt Nam sửa đổi. Theo Điều lệ mới sửa đổi, Ban Chấp hành Hội không có chức danh Chủ tịch mà chỉ có chức danh Tổng thư ký. Ðại hội V đã bầu Ban Chấp hành gồm 39 người do Phan Quang làm Tổng Thư ký; Trần Công Mân, Hồ Xuân Sơn làm Phó tổng Thư ký. Cũng trong nhiệm kỳ này, ngày 28 tháng 12 năm 1989, Kỳ họp thứ 6 của Quốc hội nước Cộng hòa xã hội chủ nghĩa Việt Nam khóa VIII đã quyết định thông qua Luật báo chí.

### Đại hội lần thứ VI
Đại hội lần thứ VI của Hội Nhà báo Việt Nam diễn ra từ ngày 8 đến 9 tháng 3 năm 1995 tại Hà Nội. Điểm nhấn lớn nhất tại Đại hội này là thông qua bản Quy ước về tiêu chuẩn đạo đức nghề nghiệp của báo chí Việt Nam. Cũng tại Đại hội, một số quan điểm về báo chí và về Hội đã được khẳng định cho rõ: 
| “ | Báo chí ta là báo chí của nhân dân, vì nhân dân, đặt dưới sự lãnh đạo của Đảng; Báo chí phải thực sự là Diễn đàn của nhân dân; Làm báo là hoạt động chính trị- xã hội thông qua phương tiện thông tin... | ” |

Ðại hội đã bầu Ban Chấp hành gồm 35 Ủy viên, do Phan Quang làm Chủ tịch; Trần Mai Hạnh làm Phó chủ tịch kiêm Tổng Thư ký và Nguyễn Long Khởi làm Phó chủ tịch phụ trách phía Nam.

### Đại hội lần thứ VII
Ðại hội lần thứ VII Hội Nhà báo Việt Nam diễn ra từ ngày 24 đến ngày 25 tháng 3 năm 2000 tại Hà Nội. Đại hội đã xác định phương hướng, nhiệm kỳ cụ thể của nhiệm kỳ mới là:
- Kiên trì hoạt động báo chí và hoạt động công tác Hội theo định hướng đúng. Coi trọng việc góp phần giáo dục chính trị, đạo đức người làm báo, bảo đảm sự trung thực hoạt động nghề nghiệp, xứng đáng với vai trò trong hệ thống giám sát của nhân dân, dưới sự lãnh đạo của Đảng.
- Củng cố và tăng cường hiệu quả hoạt động của các cấp Hội.
- Đẩy mạnh hoạt động xã hội, không ngừng nâng cao uy tín và vị thế của Hội Nhà báo Việt Nam trong đời sống chính trị - xã hội của đất nước...

Đại hội đã bầu Ban Chấp hành do Hồng Vinh làm Chủ tịch, Trần Mai Hạnh làm Phó chủ tịch kiêm Tổng Thư ký, Ðinh Phong làm Phó chủ tịch phụ trách phía Nam.

### Đại hội lần thứ VIII
Ðại hội lần thứ VIII Hội Nhà báo Việt Nam diễn ra từ ngày 11 đến 13 tháng 8 năm 2005 tại Hà Nội. Ðại hội đã bầu ra Ban Chấp hành gồm 43 ủy viên. Ban Chấp hành đã bầu Ban Thường vụ gồm 9 ủy viên; Ðinh Thế Huynh được bầu làm Chủ tịch; Lê Quốc Trung làm Phó chủ tịch Thường trực; Phạm Quốc Toàn làm Phó chủ tịch phụ trách phía Nam. Ðại hội đã quyết nghị thay "Quy ước về đạo đức nghề nghiệp báo chí Việt Nam" bằng "Quy định đạo đức nghề nghiệp của người làm báo Việt Nam", sửa đổi Ðiều lệ và Chương trình Hành động đến năm 2010.

### Đại hội lần thứ IX
Đại hội lần thứ IX Hội Nhà báo Việt Nam diễn ra từ ngày 10 đến 12 tháng 8 năm 2010 tại Hà Nội. Bài phát biểu khai mạc Chủ tịch Hội Nhà báo Việt Nam Đinh Thế Huynh nhấn mạnh: 
| “ | Đại hội lần thứ IX Hội Nhà báo Việt Nam sẽ là Đại hội đoàn kết, trách nhiệm và đổi mới, nhất định sẽ góp phần rất quan trọng thúc đẩy nền báo chí cách mạng nước nhà phát triển ngày càng hiện đại và chuyên nghiệp, đậm đà bản sắc Việt Nam... | ” |

 Đại hội tiếp tục bầu Ðinh Thế Huynh giữ chức Chủ tịch Hội. Sau đó, Hội nghị toàn thể lần thứ 3 Ban Chấp hành Hội Nhà báo Việt Nam khóa IX ngày 27 tháng 3 năm 2012 đã nhất trí để Đinh Thế Huynh thôi giữ chức Chủ tịch do yêu cầu công tác và bầu Thuận Hữu giữ chức Chủ tịch Hội Nhà báo Việt Nam.

### Đại hội lần thứ X
Đại hội lần thứ X Hội Nhà báo Việt Nam diễn ra từ ngày 7 đến ngày 9 tháng 8 năm 2015 tại Hà Nội. Đến dự và phát biểu tại Đại hội, Tổng Bí thư Ban Chấp hành Trung ương Đảng Cộng sản Việt Nam Nguyễn Phú Trọng nhấn mạnh: 
| “ | Đảng, Nhà nước và nhân dân luôn luôn đánh giá cao vai trò quan trọng của báo chí trong sự nghiệp cách mạng của Đảng; luôn quan tâm, ủng hộ, tạo điều kiện để báo chí phát triển và mong muốn giới báo chí và Hội Nhà báo Việt Nam nỗ lực hơn nữa để hoàn thành tốt sứ mệnh vẻ vang và cao cả của mình. | ” |

Ông cũng tin tưởng rằng, tổ chức Hội Nhà báo Việt Nam ngày càng xứng đáng là tổ chức chính trị - xã hội - nghề nghiệp, ngôi nhà chung của những người làm báo cả nước. Tại Đại hội, Thuận Hữu tiếp tục được bầu giữ chức Chủ tịch Hội Nhà báo Việt Nam khóa X. Hồ Quang Lợi, Mai Đức Lộc, Nguyễn Bé làm Phó Chủ tịch. Ngày 26 tháng 10 năm 2021, Ban Chấp hành Hội Nhà báo Việt Nam đã họp bỏ phiếu bầu Lê Quốc Minh làm Chủ tịch Hội Nhà báo Việt Nam, với 100% số phiếu tán thành. Trước đó, hội nghị cũng đã họp bỏ phiếu miễn nhiệm chức vụ Chủ tịch Hội Nhà báo Việt Nam của Thuận Hữu nhiệm kỳ 2015-2020 theo nguyện vọng cá nhân của ông.

### Đại hội lần thứ XI
Đại hội lần thứ XI Hội Nhà báo Việt Nam diễn ra từ ngày 29 đến 31 tháng 12 năm 2021 tại Hà Nội. Với phương châm "Đoàn kết – Kỷ cương – Đổi mới – Sáng tạo – Phát triển", Đại hội có ý nghĩa đặc biệt quan trọng, sẽ định hướng cho các cấp Hội Nhà báo Việt Nam và đội ngũ những người làm báo cả nước tiếp tục phát huy truyền thống vẻ vang của báo chí Cách mạng Việt Nam, chung sức đồng lòng, ra sức phấn đấu xây dựng nền báo chí Cách mạng Việt Nam chuyên nghiệp, hiện đại, giàu tính chiến đấu, nhân văn, vì lợi ích của đất nước và Nhân dân, vì đất nước hùng cường, thịnh vượng. Đại hội có nhiệm vụ đánh giá, kiểm điểm việc thực hiện Nghị quyết Đại hội lần thứ X; 15 năm thực hiện Chỉ thị 37-CT/TW của Ban Bí thư Trung ương Đảng (Khóa IX) về "Nâng cao vai trò, chất lượng hoạt động của Hội Nhà báo Việt Nam trong thời kỳ mới", triển khai thực hiện Chỉ thị số 43-CT/TW ngày 8 tháng 4 năm 2020 của Ban Bí thư Trung ương Đảng (Khóa XII) về "Tăng cường sự lãnh đạo của Đảng đối với hoạt động của Hội Nhà báo Việt Nam trong tình hình mới". Đại hội tập trung thảo luận, xây dựng, hoàn thiện Báo cáo chính trị của Ban Chấp hành, thảo luận sửa đổi, bổ sung và thông qua Điều lệ Hội và các văn kiện quan trọng khác trình Đại hội. Đại hội đã bầu 52 Ủy viên Ban Chấp hành, Lê Quốc Minh làm Chủ tịch; Nguyễn Đức Lợi, Trần Trọng Dũng làm Phó Chủ tịch.

## Danh hiệu
- Huân chương Sao Vàng (2010)[8][9]